# Oskar Espeland
Oskar Alve Espeland (* 9. Oktober 2001 in Haugesund) ist ein norwegischer Volleyballspieler.

## Karriere
Espeland begann seine Karriere 2017 bei Torvastad IL. Von 2018 bis 2020 wurde er zusätzlich bei ToppVolley Norge, dem norwegischen Volleyball-Internat, ausgebildet. 2020 wechselte der Außenangreifer zum belgischen Erstligisten VC Greenyard Maaseik. Mit dem Verein erreichte er das nationale Pokalfinale und wurde belgischer Meister. International spielte er mit Maaseik 2020/21 zunächst in der Champions League und anschließend im CEV-Pokal, wo der Verein das Halbfinale gegen VK Zenit Sankt Petersburg erreichte. Nach der Saison kehrte er zurück nach Torvastad. 2023 wechselte Espeland zum polnischen Erstligisten AZS Częstochowa. Zur Saison 2024/25 wurde er an den deutschen Bundesligisten SVG Lüneburg ausgeliehen.